# Aotidae
Gli Aotidi (Aotidae) sono una famiglia di scimmie del Nuovo Mondo dalle caratteristiche piuttosto primitive.

Gli appartenenti a questa famiglia sono diffusi esclusivamente in America centro-meridionale, grossomodo nell'area compresa fra Panama e l'Argentina settentrionale.
Il nome deriva dal latino "senza orecchie": in realtà questi animali possiedono un orecchio esterno, ma è assai minuto e spesso difficile da distinguere poiché nascosto nel pelo.
Le specie viventi presentano dimensioni piuttosto contenute ed enormi occhi che ne rivelano le abitudini da animale notturno: il colore del mantello (che nelle specie montane è più folto) varia dal bruno al grigio-giallastro, con i peli che presentano le punte nere. Spesso è presente una banda nera che corre lungo la spina dorsale e parte dalla faccia, che presenta una mascherina di colore chiaro bordata di nero.

## Tassonomia
Alla famiglia vengono ascritte le varie specie di scimmia notturna del genere Aotus, sulle quali c'è ancora molta confusione in quanto alcuni studiosi sono per un'ulteriore suddivisione in specie, mentre altri non ritengono le differenze fra le neo-elette specie tali da giustificarne un'effettiva elevazione a questo rango, e sarebbero più propensi a tornare alla vecchia classificazione, con due od al massimo tre specie.

Alcuni autori classificano in questa famiglia anche l'estinto Tremacebus, un primate preistorico che altri autori preferirebbero considerare imparentato con gli uistitì e come tale un cebide.
- Parvordine Platyrrhini o "scimmie del Nuovo Mondo"
  - Superfamiglia Ceboidea
    - Famiglia Aotidae
      - Genere Tremacebus
        - Tremacebus harringtoni †;

      - Genere Aotus
        - Gruppo "A. trivirgatus"
          - Aotus brumbacki - aoto di Brumbach
          - Aotus hershkovitzi - aoto di Hershkovitz
          - Aotus lemurinus - aoto dal ventre grigio
          - Aotus trivirgatus - aoto dalle tre strisce o marichina
          - Aotus vociferans - aoto di Spix

        - Gruppo "A. azarae"
          - Aotus azarae - aoto di Azara
          - Aotus infulatus - aoto felino
          - Aotus miconax - aoto andino
          - Aotus nancymaae - aoto di Nancy Ma
          - Aotus nigriceps - aoto dalla testa nera

        - Aotus dindensis †;